# Paranoid (Black Sabbath-dal)
A Paranoid a Black Sabbath angol heavy metal együttes egyik dala. Az együttes 1970-ben készítette el a felvételt, azonos című albumára. A címadó dalt az együttes az utolsó pillanatban a stúdióban írta meg, mivel a már felvett lemez túl rövid volt, és a kiadó is akart egy kislemeznek való számot. A Paranoid a Black Sabbath valaha volt egyik legsikeresebb dala, a kritikusok és a rajongók szerint egyaránt. Az alapriff, amely minden versszak után ismétlődik, nagy hatást gyakorolt a későbbi heavy metal gitárosokra és zenekarokra egyaránt.
Sose gondoltuk, hogy sláger lesz belőle. Az összes anyagunk közül mindig ezt a dalt teszik fel válogatásokra, mindig ezt használják TV műsorokhoz és filmekhez. És az egész megírása tartott mindössze négy percig.
A dalt több ismert előadó is feldolgozta. Ozzy Osbourne a Sabbathból való kiválása után koncertjein adta elő a dalt, valamint számos válogatásalbumára felrakta. A Nativity In Black: A Tribute To Black Sabbath című válogatásalbumra, a thrash metalt játszó Megadeth készített feldolgozást, amit 1996-ban Grammy-díjra is jelöltek a "Best Metal Performance" kategóriában. A glam metal Mötley Crüe is feldolgozta a dalt.